# Pashti
 (janvier 2020).
Si vous disposez d'ouvrages ou d'articles de référence ou si vous connaissez des sites web de qualité traitant du thème abordé ici, merci de compléter l'article en donnant les références utiles à sa vérifiabilité et en les liant à la section « Notes et références ».
Le pashti est un pain plat consommé dans le sud du sous-continent indien. Il est généralement fait avec de la farine de riz puis frit à la poêle dans du ghee ou de l'huile de cuisson. Un pashti est généralement servi avec des chutneys (habituellement de cacahuètes, le chutney phalli ki) ou en accompagnement d'un curry.
Le pashti est confectionné en pétrissant la farine de riz dans de l'eau chaude, l'eau froide ayant tendance à former des grumeaux. La pâte est mise en forme avec un rouleau à pâtisserie, puis des cercles sont découpés en appuyant une plaque ou un pot sur la pâte.